# ザ・ローリング・ストーンズ No.2
『ザ・ローリング・ストーンズ No.2』(The Rolling Stones No.2)は、1965年に発売されたローリング・ストーンズのイギリスでは2作目となるオリジナル・アルバム。

## 解説
録音はグループ初のアメリカツアーの合間を縫って、大西洋をまたいで散発的に行われた。まず1964年6月10日から11日にかけて、イリノイ州シカゴのチェス・スタジオにて最初の録音が行われ、その後ロンドンで9月2日から4日、28日から30日にかけてリージェント・サウンド・スタジオにて、さらに11月2日にカリフォルニア州ロサンゼルスのRCAスタジオで、同月8日に再びチェス・スタジオで行った録音でようやく完成となった。
アメリカではイギリスに先んじて2作目のオリジナルアルバム『12×5』が発売されており、本作のジャケットは『12×5』で使用された写真がそのまま流用された。内容は『12×5』にも収録された「タイム・イズ・オン・マイ・サイド」、「なぎさのボードウォーク」、「スージーQ」以外は新作となっている。本作も前作『ザ・ローリング・ストーンズ』同様、グループのオリジナル曲は3曲に留まり、大部分がカバーを占めている。
本作の裏ジャケットのライナー・ノーツは、前作同様マネージャーでプロデュースも務めたアンドリュー・ルーグ・オールダムが書いたが、その中の「もし君がパンさえ買えないようなら、盲人の頭を叩いて財布を盗んででも買え(if you don’t have bread. See that blind man knock him on the head,)」という一文が大きな批判を浴び、上院議会で取り上げられるほどまでに問題が発展した。セカンドプレス以降、この一文は削除されている。
問題に苛まれながらも、本作はイギリスのチャートで計10週にわたり1位となり、37週連続でチャートに残留した。グループにとっては記念すべき作品となったが反響はまちまちで、ビートルズのジョン・レノンは本作について「アルバムは素晴しいが、5分もかかる曲は気にくわない」と評している。
アブコ・レコードはアメリカ盤の発売を優先したため、1986年および2002年の旧譜リマスターの際『ザ・ローリング・ストーンズ (アルバム)』と『ザ・ローリング・ストーンズ No.2』を無視した。そのため本作は、2016年発売の15枚組ボックス・セット『MONO BOX』のうちの1枚として組み入れられるまでは、長い間廃盤状態であった。ただし、2011年に両作共ハイレゾリューション・デジタル配信で再発された。

## 収録曲

### SIDE A
1. エヴリバディ・ニーズ・サムバディ・トゥ・ラヴ - Everybody Needs Somebody To Love (Solomon Burke/Jerry Wexler/Bert Russell) 5:03
2. ダウン・ホーム・ガール - Down Home Girl (Jerry Lieber/Arthur Butler) 4:11
3. ユー・キャント・キャッチ・ミー - You Can't Catch Me (Chuck Berry) 3:38
4. タイム・イズ・オン・マイ・サイド - Time Is On My Side (Norman Meade) 2:52[7]
5. ホワット・ア・シェイム - What A Shame (Mick Jagger/ Keith Richard) 3:03
6. グロウン・アップ・ロング - Grown Up Wrong (Mick Jagger/Keith Richard) 2:03

### SIDE B
1. ダウン・ザ・ロード・アピース - Down The Road Apiece (Don Raye) 2:55
2. なぎさのボードウォーク - Under The Boardwalk (Arthur Resnick/Kenny Young) 2:46
3. アイ・キャント・ビー・サティスファイド - I Can't Be Satisfied (McKinley Morganfield) 3:26
4. ペイン・イン・マイ・ハート - Pain In My Heart (Naomi Neville) 2:11
5. オフ・ザ・フック - Off The Hook (Mick Jagger/Keith Richard) 2:33
6. スージーQ - Susie Q (Eleanor Broadwater/ Dale Hawkins/Stan Lewis) 1:50